# Ctenogobius claytonii
Ctenogobius claytonii är en fiskart som först beskrevs av Meek 1902.  Ctenogobius claytonii ingår i släktet Ctenogobius och familjen smörbultsfiskar. Inga underarter finns listade i Catalogue of Life.